# Goodbye to Romance
"Goodbye to Romance" es una balada de Ozzy Osbourne, perteneciente al álbum Blizzard of Ozz de 1980.

## Descripción
Goodbye to Romance fue la primera canción escrita de la nueva banda formada por Ozzy Osbourne, después de su salida de Black Sabbath. A menudo se considera que la letra fue inspirada en la salida de Ozzy de su antigua banda. La canción ha sido parte del repertorio de Ozzy en varias giras en vivo. La progresión de acordes es tomada de la conocida Canon en D de Johann Pachelbel.

## Versiones
- Lisa Loeb hizo un cover de esta canción para el disco Bat Head Soup: A tribute to Ozzy Osbourne.
- Green Day la ha tocado parcialmente en numerosas ocasiones durante sus conciertos.
- The Longshot (banda alterna de Billie Joe Armstrong de Green Day), grabó su versión y la incluyó en su primer disco de estudio titulado Love Is For Losers en 2018.
- Cristóbal Briceño grabó su versión en español de la canción, titulada Chao Romance, y es el track inicial de su álbum de covers Amigo de lo ajeno 3 de 2021.

## Personal
- Ozzy Osbourne - voz
- Randy Rhoads - guitarra
- Bob Daisley - bajo
- Lee Kerslake - batería